# Meurtres en Bourgogne
Pour plus de détails, voir Fiche technique et Distribution.
Meurtres en Bourgogne est un téléfilm français réalisé par Jérôme Navarro en 2015. Il fait partie de la collection Meurtres à ....

## Synopsis
L’intrigue se situe dans le milieu de la cuisine. Le cadavre d'une jeune et talentueuse restauratrice est retrouvé aux forges de Buffon. Deux policiers vont enquêter ensemble : Mylène dont le père, patron de la police locale, a disparu une quinzaine d'années auparavant, et Frédéric, qui était sous les ordres de celui-ci.

## Fiche technique
- Titre : Meurtres en Bourgogne
- Réalisation : Jérôme Navarro
- Scénario : Alexandra Deman
- Photographie : Christophe Paturange
- Production : Ivan Sadik
- Sociétés de production : 3e Œil, France Télévisions, RTS, RTBF
- Genre : thriller
- Durée : 90 minutes
- Dates de première diffusion :
  -  Belgique : 29 octobre 2015 sur La Une
  -  France : 26 décembre 2015 sur France 3

## Distribution
- Cristiana Reali : Mylène Deville
- Franck Sémonin : Frédéric Tessier
- Joseph Malerba : Alain Malaval
- Amaury de Crayencour : Mat
- Laurent Saint-Gérard : Marquis Hippolyte de Vaucruse
- Jean-Pierre Malignon : Michel, le légiste
- Marie Vincent : commissaire Carole Dupuy
- Margaux Gorce : Zoé, la policière
- Nadia Lang : Eloïse Deville, la mère de Mylène
- Jean-Paul Dubois : Luc Savoie, l'éclusier
- Rosemarie La Vaullée : Zhora Khedim
- Jacques Nourdin : le procureur
- Lila Lacombe : Camille, la fille du procureur
- Valentin Bellegarde-Chappe : Valentin de Vaucruse
- Thierry Museur : informaticien SRPJ
- Bernard Daisey : Paul Desmoulins
- Gérald Raynaud : le second de cuisine
- François Rabette : l'ingénieur fluvial
- Emmanuel Fleury : PTS
- Anne-Laure Bonin : hôtesse chez Ulysse

## Tournage
Le tournage a eu lieu en région Bourgogne, en Côte-d'Or, à Buffon (aux forges de Buffon), Dijon (notamment au CHU), Marsannay-la-Côte, Nuits-Saint-Georges, Pouilly-en-Auxois Château de Commarin et Saint-Rémy, et dans l'Yonne, à Cry-sur-Armançon et Ravières.

## Audience
- France : 3,84 millions de téléspectateurs (première diffusion) (17,1 % de part d'audience)